# 戸塚優斗
戸塚 優斗（とつか ゆうと、英語: Yuto Totsuka, 2001年9月27日 - ）は、日本のスノーボーダー。神奈川県光明学園相模原高校卒業、日本体育大学体育学部体育学科在学中。

## 経歴・人物
神奈川県横浜市保土ケ谷区生まれで、横浜市立市沢小学校、横浜市立西谷中学校と旭区の学校で過ごす。
スノーボードは2歳の時から両親（特に母親）の影響を受けて始め、小学校低学年の時に初めてハーフパイプライディングにチャレンジしてからその魅力に取りつかれて本格的に取り組むようになり、山梨県笛吹市のカムイみさかスキー場に通い続けて練習の日々を過ごす。小学校5年の時に日本スノーボード協会公認プロ資格を取得。
2016/17シーズンで横浜市立西谷中学校3年の時に出場した第23回全日本スキー選手権大会スノーボード競技男子ハーフパイプにて元世界選手権覇者の青野令、ソチオリンピック銅メダリストの平岡卓などの強豪を抑えて初優勝を飾り一躍注目を集める。
2017年4月に光明学園相模原高等学校へ進学。その年には2017/18シーズンの2017/18 FIS スノーボードワールドカップに初参戦、9月にカードローナ・アルパイン・リゾ・ト（ニュージーランド）で開催されたワールドカップシリーズハーフパイプ初戦で初参戦初優勝を飾る。この年のワールドカップ種目別獲得ポイントでも1位となり総合優勝も獲得した。この好成績が評価され、2018年平昌オリンピック代表にも選出される。
2018年平昌オリンピックでは男子ハーフパイプに出場、だが決勝2回目でライディングに失敗して転倒、体を強打して動くことが出来ずに担架に載せられて退場、そのまま無念のリタイアとなった。
2018/19シーズンの2018/19 FIS スノーボードワールドカップでは2勝を挙げ、男子種目別でも2年連続優勝を飾る。
2019/20シーズンではスノーボードの最高峰大会と言われるBurton U.S. Openに出場、男子ハーフパイプにて優勝を飾った。2021年日体大に入学し学友会スキー部に所属する。
2020/21シーズンではWinter X Games（アメリカ合衆国・コロラド州アスペン）のスーパーパイプにて初優勝を飾った。X Gameと同じ場所で開催されたFIS フリースタイルスキー&スノーボード世界選手権2021男子ハーフパイプでは3回目に96.25点を出して2位以下に大差をつける圧勝で、日本選手としては2009年大会の青野令以来2人目となる世界選手権覇者となった。
2021年9月1日からマネジメントを株式会社WIN AGENT（SPOCAS）で契約締結した。
2022年北京オリンピックのスノーボード競技男子ハーフパイプ決勝では69.75で10位だった。